# Gmina Howland (Ohio)
Gmina Howland (ang. Howland Township) – gmina w Stanach Zjednoczonych, w stanie Ohio, w hrabstwie Trumbull. W 2020 roku liczyła 19 042 mieszkańców.